# 百鴿籠駅
百鴿籠駅（ひゃくこうろう-えき）は中華人民共和国深圳市龍崗区に位置する深圳地下鉄環中線の駅。

## 駅構造
- 島式ホームと相対式ホーム

| 環中線ホーム (B2F) | 相対式ホーム                            |
| 環中線ホーム (B2F) | ←■環中線 赤湾方面                       |
| 環中線ホーム (B2F) | ←■環中線 赤湾方面 / ■環中線 黄貝嶺方面→ |
| 環中線ホーム (B2F) | 島式ホーム                              |
| 環中線ホーム (B2F) | ■環中線 黄貝嶺方面→                     |

## 歴史
- 2011年6月22日 - 開業。

## 隣の駅
深圳地下鉄
■環中線
布吉駅 - 百鴿籠駅 - 布心駅